# Ланкастерские ворота

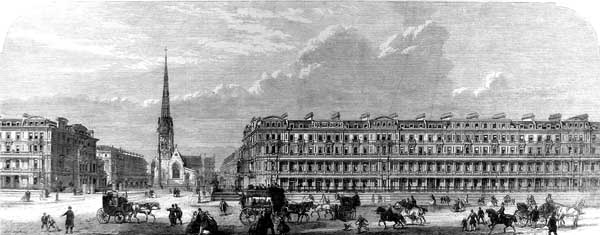
Ланкастерские ворота в 1866 году.

Ланкастерские ворота (англ. Lancaster Gate) — это жилой комплекс середины XIX века в районе Бэйсуотер в центре Лондона, расположенный к северу от Кенсингтонских садов.

## История
Ланкастерские ворота состоят из двух длинных террас домов, выходящих на парк, с широким проходом между ними, выходящим на площадь с церковью. Дальнейшие террасы выходят на сквер с видом на парк и огибают площадь. До 1865 года террасы были известны как Верхние сады Гайд-парка, а название «Ланкастерские ворота» ограничивалось площадью, окружающей церковь. Название комплекса происходит от ворот Ланкастера, расположенных неподалеку от входа в Кенсингтонские сады, названные в честь королевы Виктории как герцога Ланкастерского.
Террасы оштукатурены и оформлены в эклектичном классическом стиле с элементами английского барокко и французскими мотивами. Церковь, известная как Крайст-Черч (англ. Christ Church) на Ланкастерских воротах, представляла собой асимметричную готическую композицию с остроконечным шпилем. Архитекторами выступили Ф. и Х. Фрэнсис. Церковь была одной из самых известных в Лондоне, но когда на крыше была обнаружена сухая гниль, было принято решение снести большую часть здания и перестроить участок. Последняя служба в церкви состоялась 6 марта 1977 года, а снос начался 15 августа 1977 года. Сохранились только башня и шпиль. Остальная часть здания была заменена жилым комплексом под названием Spire House в 1983 году.
Ланкастерские ворота стоят рядом с Гайд-парком и являются одним из двух самых грандиозных жилых комплексов XIX века, выстроившихся вдоль северной стороны Гайд-парка и Кенсингтонских садов. Застройка была запланирована в 1856—1857 годах на месте питомника и чайных плантаций, а строительство заняло не менее 10 лет. Террасы с видом на парк были спроектированы Сэнктоном Вудом, а террасы вокруг площади — Джоном Джонсоном.  Среди построек сохранилось лишь несколько дополнений XX века, но многие внутренние помещения за фасадами были реконструированы. Многие объекты недвижимости по-прежнему используются в качестве жилых помещений и продаются по очень высоким ценам. Другие используются как посольства (например, посольство Коста-Рики), офисы или гостиницы. В течение многих лет штаб-квартира Футбольной ассоциации Англии располагалась в Ланкастерских воротах, и этот термин часто использовался в качестве метонима для организации, но позже она переехала на Сохо-сквер и теперь базируется на стадионе Уэмбли. Отель Royal Lancaster, расположенный напротив Итальянских садов Гайд-парка, был построен в 1967 году.

Ланкастерские ворота также являются избирательным округом городского совета Вестминстера. Численность населения по переписи 2011 года составляла 13 195 человек.

Карта, показывающая районы Ланкастерских ворот столичного округа Паддингтон, какими они были в 1916 году.
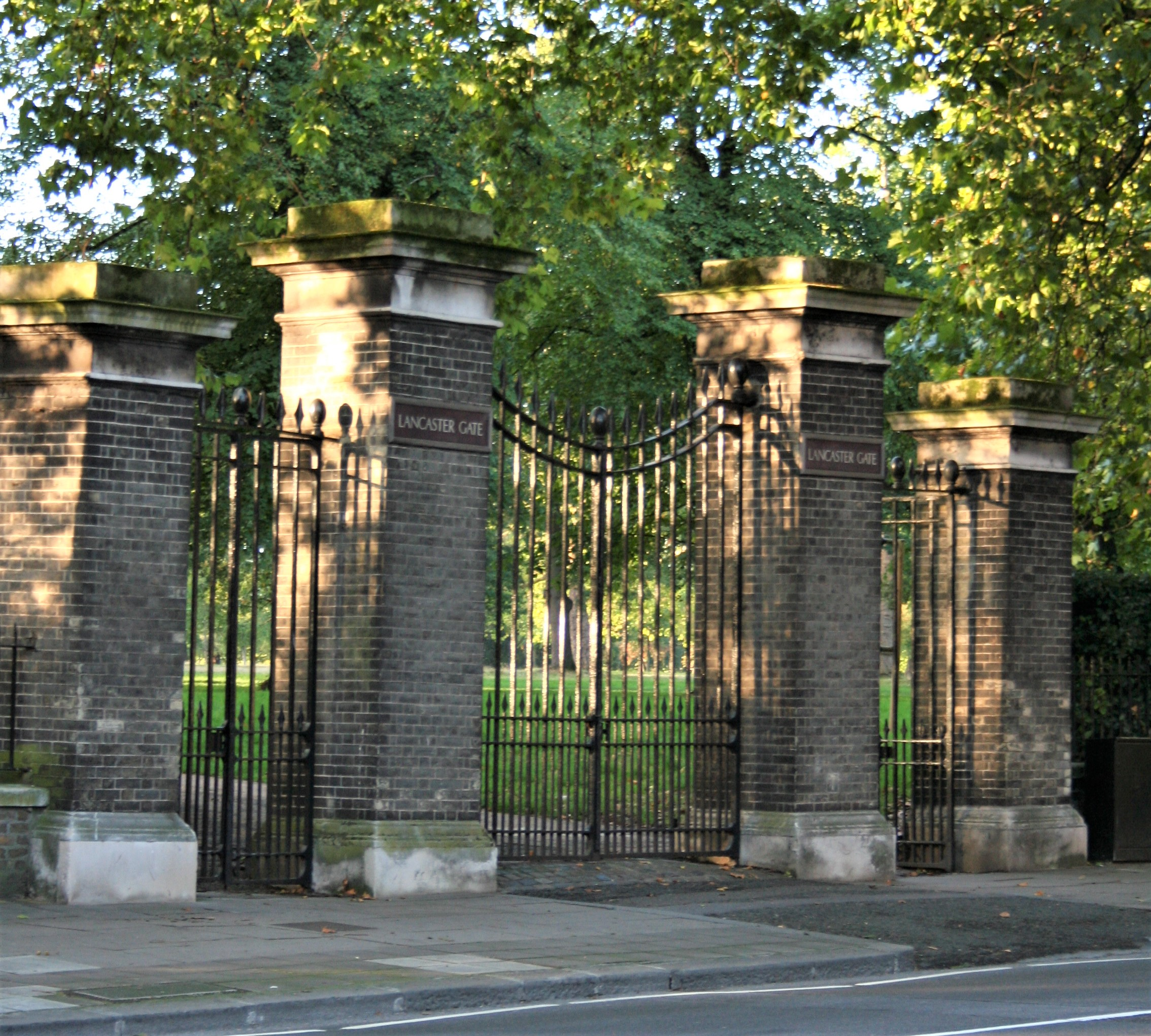
Ланкастерские ворота у Кенсингтонских садов
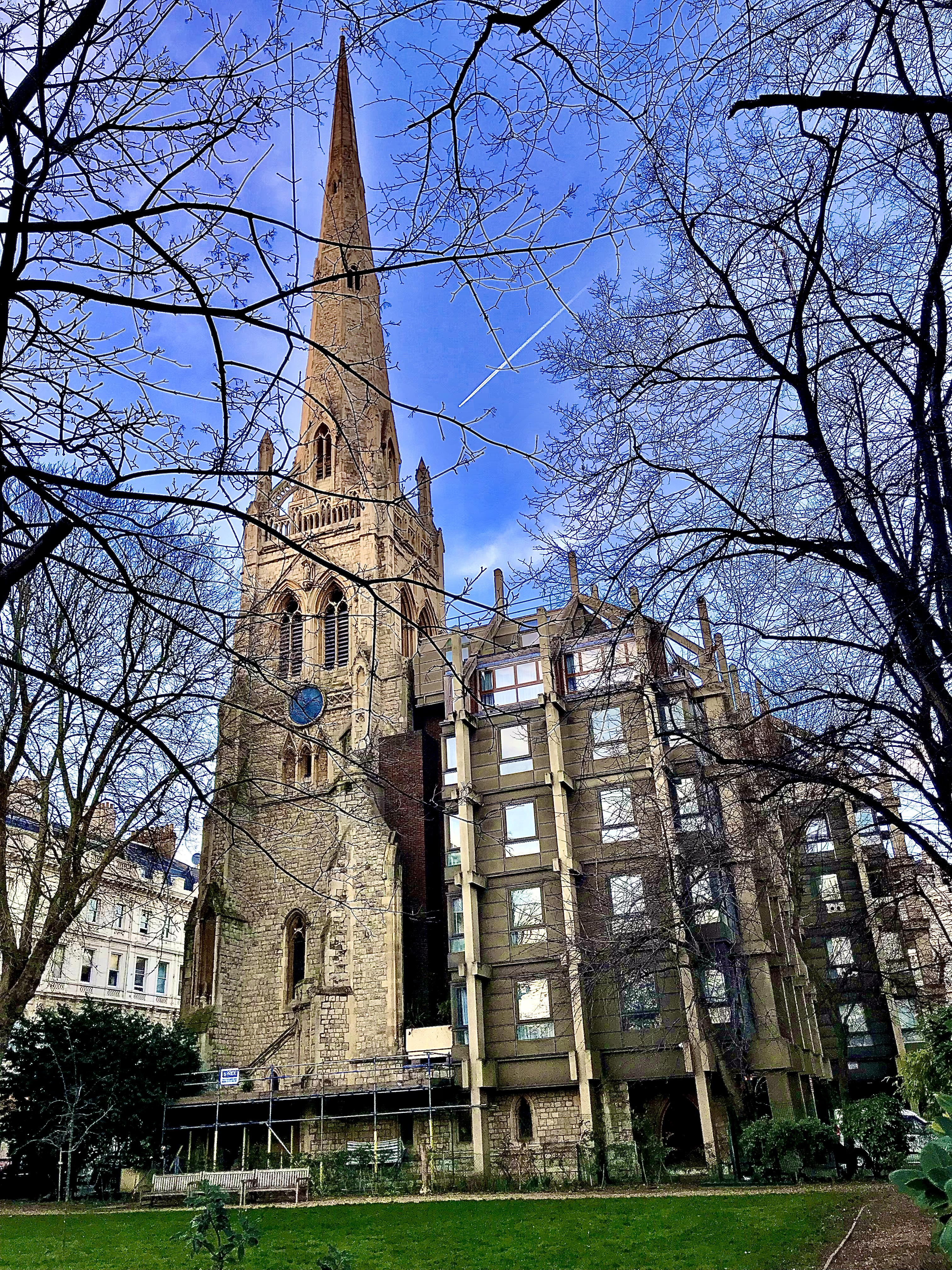
Южная сторона Spire House (ранее Крайст-Черч, Ланкастерские ворота)
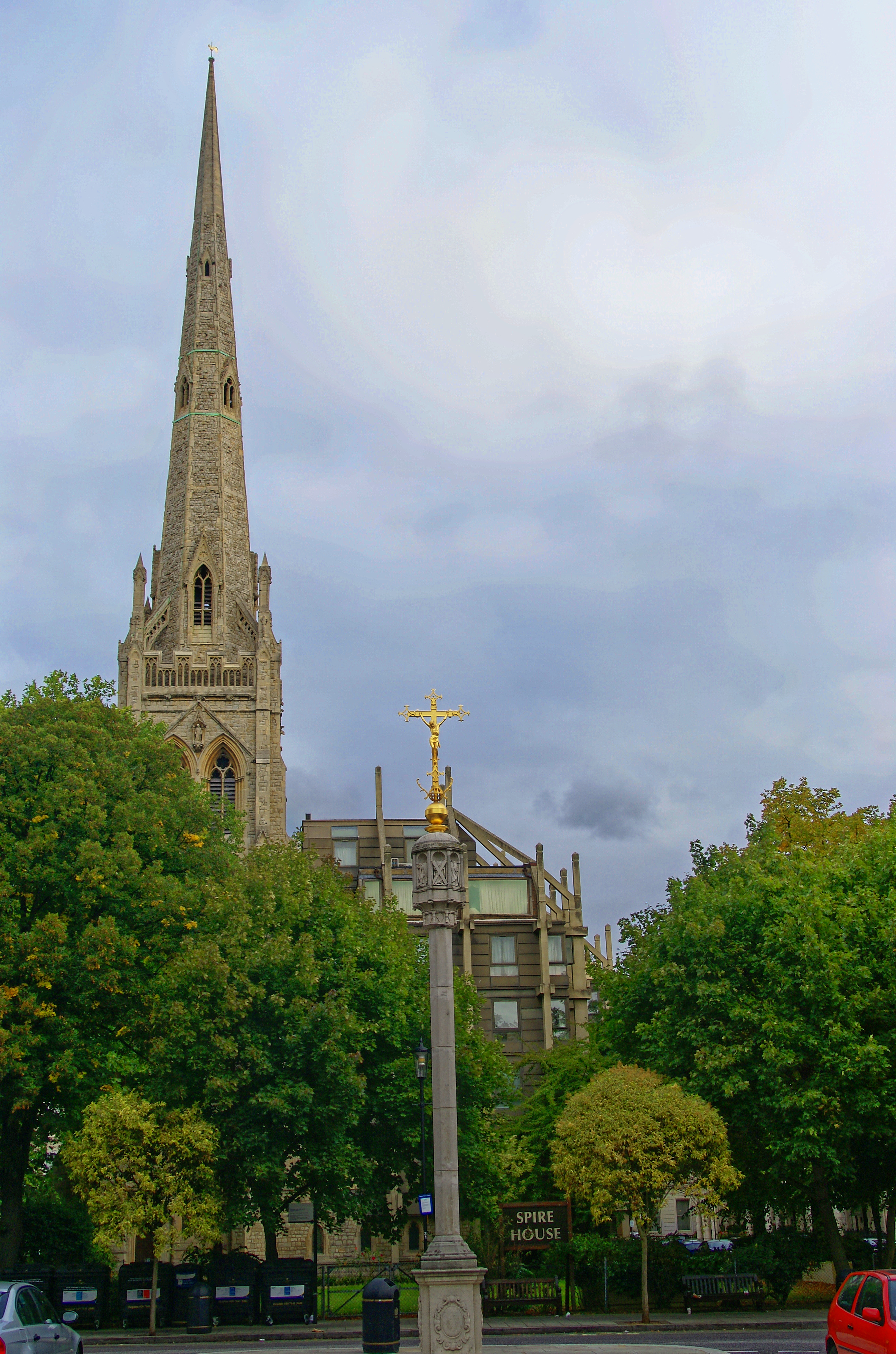
Дом-шпиль
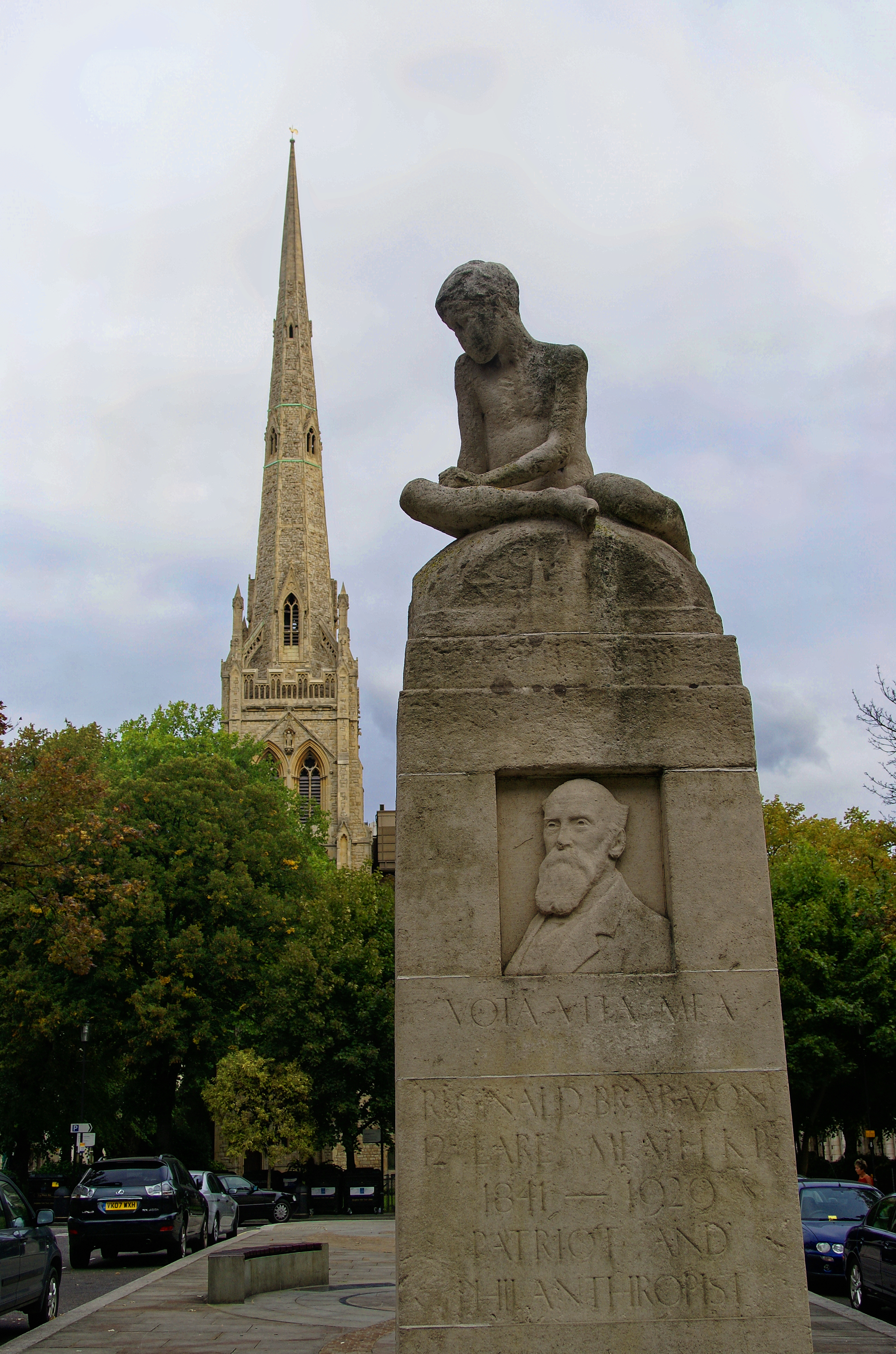
Мемориал Реджинальду Брабазону, 12-му графу Мит (южная сторона), художник Джозеф Хермон Каутра (на заднем плане Spire House)
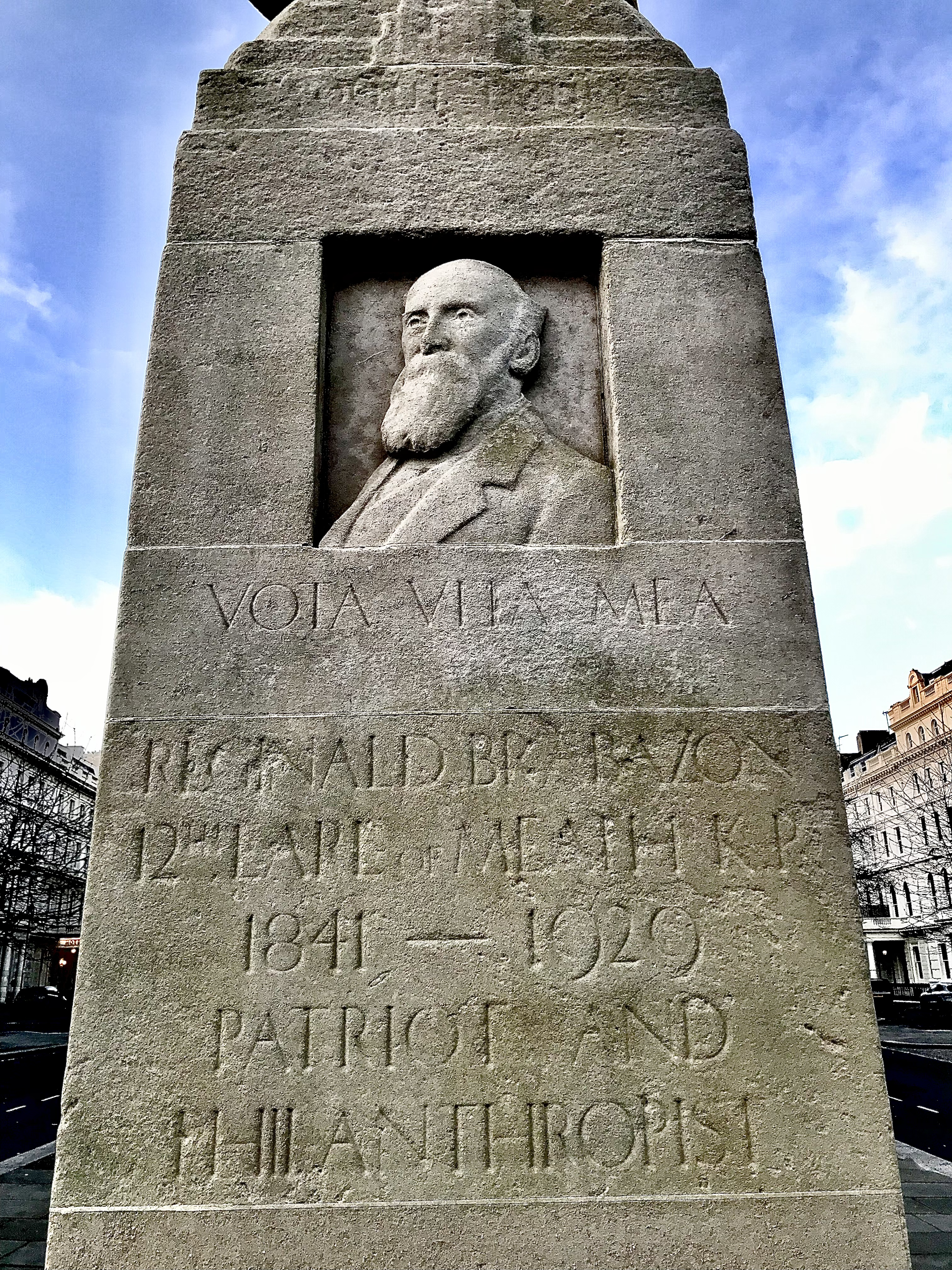
Мемориал Мита, фрагмент барельефного портрета и основная надпись
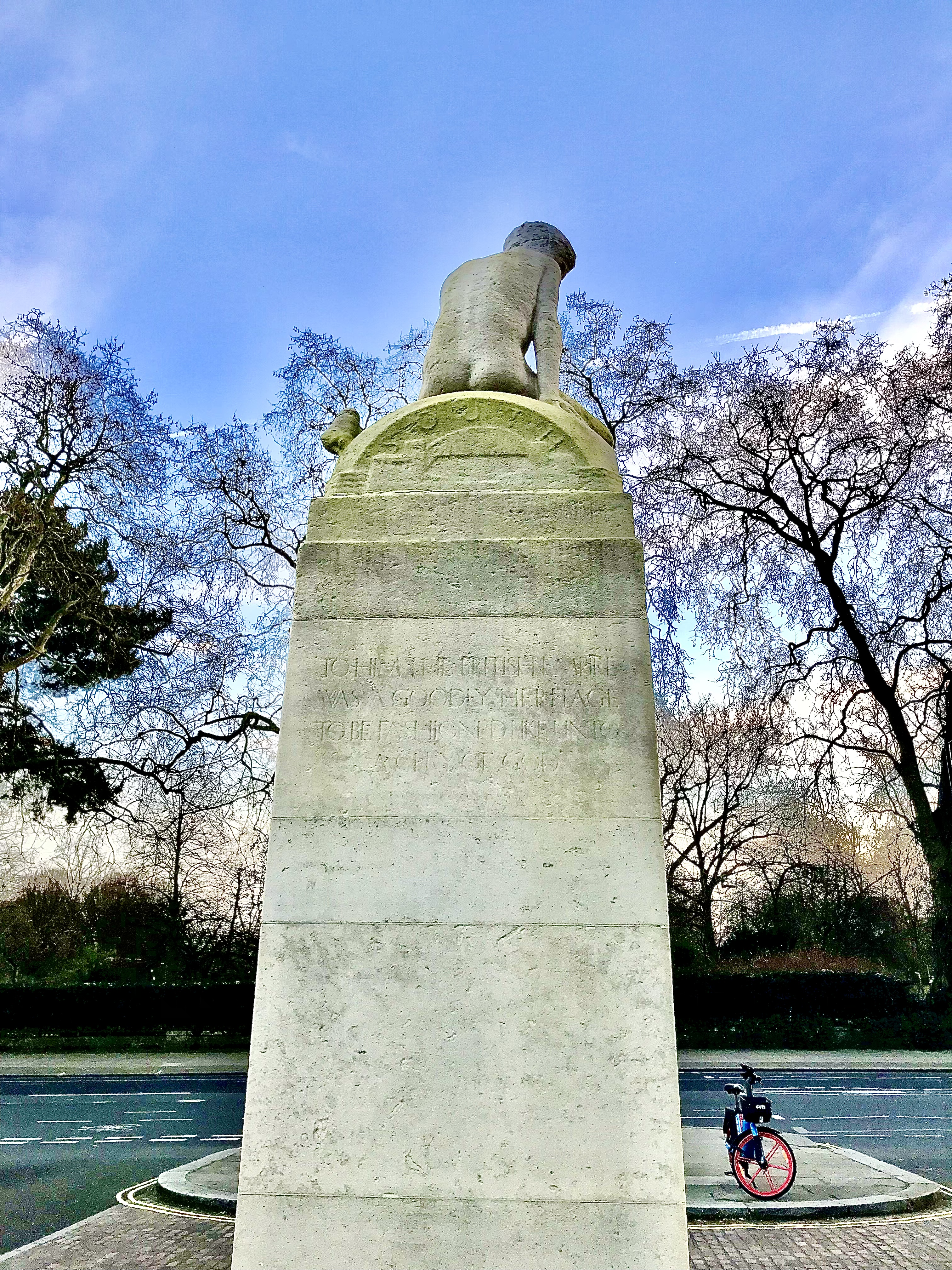
Задняя (северная) сторона мемориала Мит, вид на Кенсингтонские сады на юге.
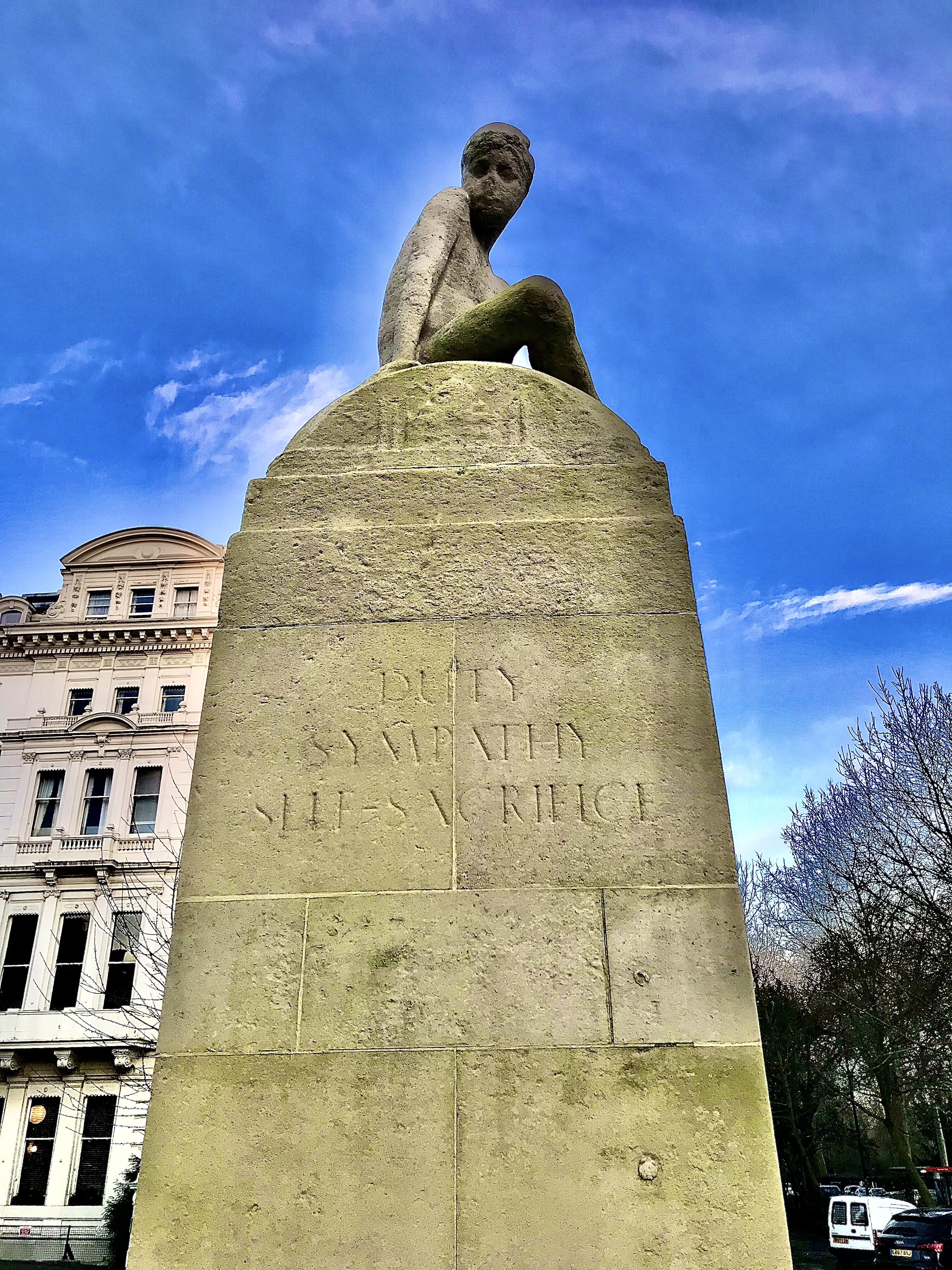
Западная сторона мемориала Мита (зритель смотрит на восток). Надпись гласит: «Долг, Сочувствие, Самопожертвование».